# Groupe des classes d'idéaux
En mathématiques, et plus précisément en algèbre, la théorie des corps de nombres — les extensions finies du corps ℚ des rationnels, — fait apparaître un groupe abélien fini construit à partir de chacun de ces corps : son groupe des classes d'idéaux.

## Histoire et origine du groupe des classes d'idéaux
Les premiers groupes de classes rencontrés en algèbre furent des groupes de classes de formes quadratiques : dans le cas des formes quadratiques binaires, dont l'étude a été faite par Gauss, une loi de composition est définie sur certaines classes d'équivalence de formes. On obtient ainsi un groupe abélien fini.
Plus tard au XIXe siècle, Kummer travailla à une théorie des 
corps cyclotomiques. Il comprit alors qu'il y avait une bonne raison pour que les tentatives de donner une démonstration complète du cas général du dernier théorème de Fermat par de simples méthodes de factorisation utilisant les racines de l'unité échouent : l'absence, en général, d'une décomposition en facteurs premiers dans l'anneau engendré par une racine de l'unité, était un obstacle majeur. La première étude de cette obstruction à la factorialité se trouve dans le travail de Kummer. L'obstruction obtenue par Kummer est, en langage contemporain, une partie du groupe des classes d'idéaux : en fait, Kummer a isolé la p-torsion dans ce groupe, pour le corps, dit cyclotomique, engendré par une racine primitive p-ième de l'unité, pour tout nombre premier p, et l'a identifiée comme la raison de l'échec des tentatives classiques de résolution du problème de Fermat (voir nombre premier régulier).
Dedekind formula ensuite le nouveau concept d'idéal. Ce langage donnait un cadre pour l'unification des divers exemples étudiés notamment par Kummer. Il fut montré que l'anneau des entiers algébriques d'un corps de nombres, qui n'est pas toujours factoriel (et a fortiori pas principal), possède cependant la propriété que dans cet anneau (intègre), tout idéal non nul est produit d'idéaux premiers (c'est-à-dire que c'est un anneau de Dedekind). Cette propriété est analysée dans l'article « Idéal fractionnaire ». Le monoïde des classes d'idéaux est un outil théorique pour étudier la question : quels idéaux sont des idéaux principaux ? C'est un groupe si l'anneau est de Dedekind, et même un groupe fini dans le cas des corps de nombres.

## Développement technique
Définition — Le monoïde des classes d'un anneau commutatif intègre A est le quotient du monoïde des idéaux non nuls de A — ou, ce qui donne le même quotient, de ses idéaux fractionnaires non nuls — (muni de la multiplication, avec A comme élément neutre) par la relation d'équivalence
On démontre — voir « Idéal fractionnaire » — que ce monoïde (commutatif) est un groupe (commutatif) si et seulement si A est un anneau de Dedekind (comme l'anneau OK des entiers algébriques d'un corps de nombres K). On l'appelle alors le groupe des classes d'idéaux de A. En particulier, le monoïde est trivial (c'est-à-dire réduit au neutre) si et seulement si A est principal.
En ce sens, le monoïde des classes mesure le défaut de principalité de A et a fortiori un défaut de factorialité (tout anneau principal est factoriel, et la réciproque est vraie pour un anneau de Dedekind, cf. § « Anneau de Dedekind » de l'article « Anneau principal »). Principalité et factorialité sont des propriétés de l'anneau ℤ des entiers relatifs ; le groupe des classes donne une première indication sur l'éloignement entre l'arithmétique de cet anneau et celle des anneaux d'entiers algébriques.
Tout groupe abélien est le groupe des classes d'un anneau de Dedekind. Le nombre d'éléments du groupe des classes d'idéaux (appelé nombre de classes de A) peut donc être infini en général. Cependant, si A est un anneau d'entiers algébriques inclus dans une extension finie de ℚ, un théorème affirme que ce nombre est toujours fini. C'est un des principaux résultats de la théorie algébrique classique des nombres. Le calcul effectif du groupe des classes est complexe. En général, il peut être fait à la main pour les corps de nombres de petit discriminant, en utilisant les propriétés géométriques de l'anneau. Ce résultat donne l'existence d'une borne telle que dans chaque classe d'idéaux, il existe un représentant, un certain idéal, dont la norme est un entier plus petit que cette borne. Sachant qu'il n'existe qu'un nombre fini d'idéaux de norme donnée, il ne reste plus qu'un nombre fini de combinaisons à tester. Souvent, la borne n'est pas assez fine pour rendre le calcul praticable à la main dans un corps dont le discriminant est grand ; mais les ordinateurs suppléent efficacement le mathématicien dans cette tâche.
Pour continuer à étudier l'arithmétique des anneaux d'entiers algébriques, il faut introduire un autre groupe : le groupe des éléments inversibles, appelé groupe des unités ; dans le cas des entiers relatifs, ce groupe est réduit à 1 et –1. Quelles nouvelles unités trouve-t-on dans les autres anneaux ? L'existence de nouvelles unités est une autre obstruction à ce que l'arithmétique des anneaux d'entiers algébriques soit semblable à celle de ℤ.
Ces deux obstructions, groupe des classes et groupe des unités, peuvent être liées comme suit : définissons une application de K\{0} vers l'ensemble de tous les idéaux fractionnaires non nuls de A en envoyant chaque élément du corps vers l'idéal (fractionnaire) principal qu'il engendre. Ceci est un morphisme de groupes ; son noyau est le groupe des unités de A, et son conoyau est le groupe des classes d'idéaux de A. La non-trivialité de ces groupes, qui mesure la distance entre l'arithmétique de A et celle de ℤ, est précisément le défaut d'isomorphie de l'application.
L'association à un anneau d'entiers de son groupe des classes est fonctorielle, et le groupe de classes peut être interprété en termes de K-théorie algébrique : K0(A) est le foncteur assignant à A son groupe des classes d'idéaux ; plus précisément, K0(A) = ℤ × C(A), où C(A) est le groupe de classes. Les groupes Kn pour n plus élevé peuvent aussi être employés et interprétés arithmétiquement en relation avec les anneaux des entiers.

## Exemples de groupes des classes d'idéaux
Les anneaux dont le groupe des classes est trivial sont les anneaux principaux.
- Les anneaux euclidens en font partie, comme l'anneau ℤ des entiers relatifs ou certains anneaux d'entiers de corps quadratiques : ℤ[i] (entiers de Gauss, i désignant l'unité imaginaire), ℤ[j] (entiers d'Eisenstein, j désignant une racine cubique primitive de l'unité), ℤ[(1 + √5)/2] (l'anneau des entiers de ℚ(√5)).
- Le théorème de Stark-Heegner confirme la liste, initialement conjecturée par Gauss, des neuf seuls anneaux d'entiers de corps quadratiques imaginaires qui sont principaux (ce résultat est un cas particulier du problème du nombre de classes).

La configuration générale du groupe des classes de l'anneau des entiers d'un corps quadratique est étudiée dans l'article « Idéal de l'anneau des entiers d'un corps quadratique ».
Le groupe des classes de l'anneau des entiers d'un corps de nombres est d'ordre 1 ou 2 si et seulement si cet anneau est semi-factoriel, c'est-à-dire si pour tout élément non nul de l'anneau, toutes les factorisations de cet élément en produit d'irréductibles ont la même longueur.
Le monoïde des classes d'idéaux de l'anneau de polynômes K[X0, X1, X2, …] sur un corps K est dénombrable.[réf. nécessaire]

## Principe de la méthode

### Recherche d'un point depetitenorme dans un idéal

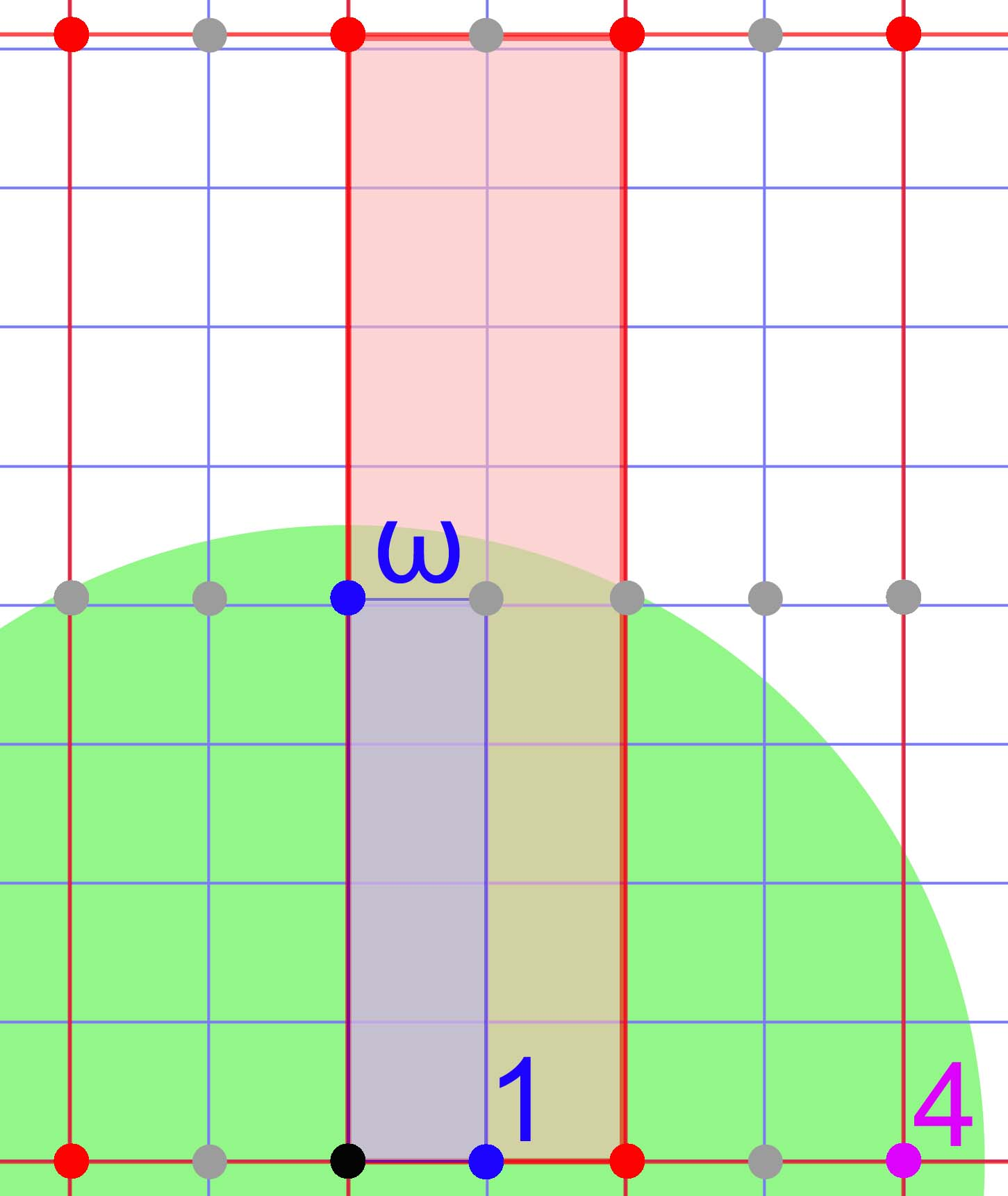
Cette figure illustre la recherche d'un entier algébrique μ non nul d'un idéal. L'objectif est de choisir μ de norme la plus petite possible.

L'objectif principal est de montrer que le groupe des classes d'un corps de nombres K — c'est-à-dire, par définition, le groupe des classes de l'anneau OK de ses entiers algébriques — est fini. La méthode consiste à montrer l'existence d'une constante c telle que chaque classe contient un idéal de norme plus petite que c. Pour ce faire, on considère un idéal M non nul et l'on cherche dans M un élément μ de plus petite norme possible, en valeur absolue.
La méthode consiste à considérer OK comme un groupe additif. Si d est le degré de l'extension K sur ℚ, alors ce groupe est isomorphe à un réseau de ℝd, c'est-à-dire à un groupe additif composé des vecteurs à coordonnées dans ℤ dans une base de ℝd.
L'approche choisie ici se fonde sur l'usage d'outils géométriques ; on parle de géométrie arithmétique. Le théorème de Minkowski indique que tout convexe compact, symétrique par rapport au vecteur nul, de volume supérieur ou égal à 2d fois le volume fondamental du réseau, contient au moins deux points non nuls du réseau. Le volume fondamental est celui du parallélépipède formé des vecteurs de coordonnées comprises entre 0 et 1 dans la base définissant le réseau. Cette technique est illustrée par la figure de droite. Le corps considéré est construit à partir des entiers du ℚ[√–17], le réseau est l'image de l'anneau par le morphisme de groupes qui à 1 associe (1, 0) et à ω, ici égal à √–17, associe (0, √17). L'idéal est celui des multiples de 2 dans OK. Le volume fondamental de l'idéal correspond à la surface du rectangle illustré en rouge, il est égal à 4√17, le disque vert possède une surface égale à 4 fois le volume fondamental, à savoir 16√17. Le disque vert, d'après le théorème de Minkowski, contient au moins un point non nul μ de l'idéal, par exemple 4.

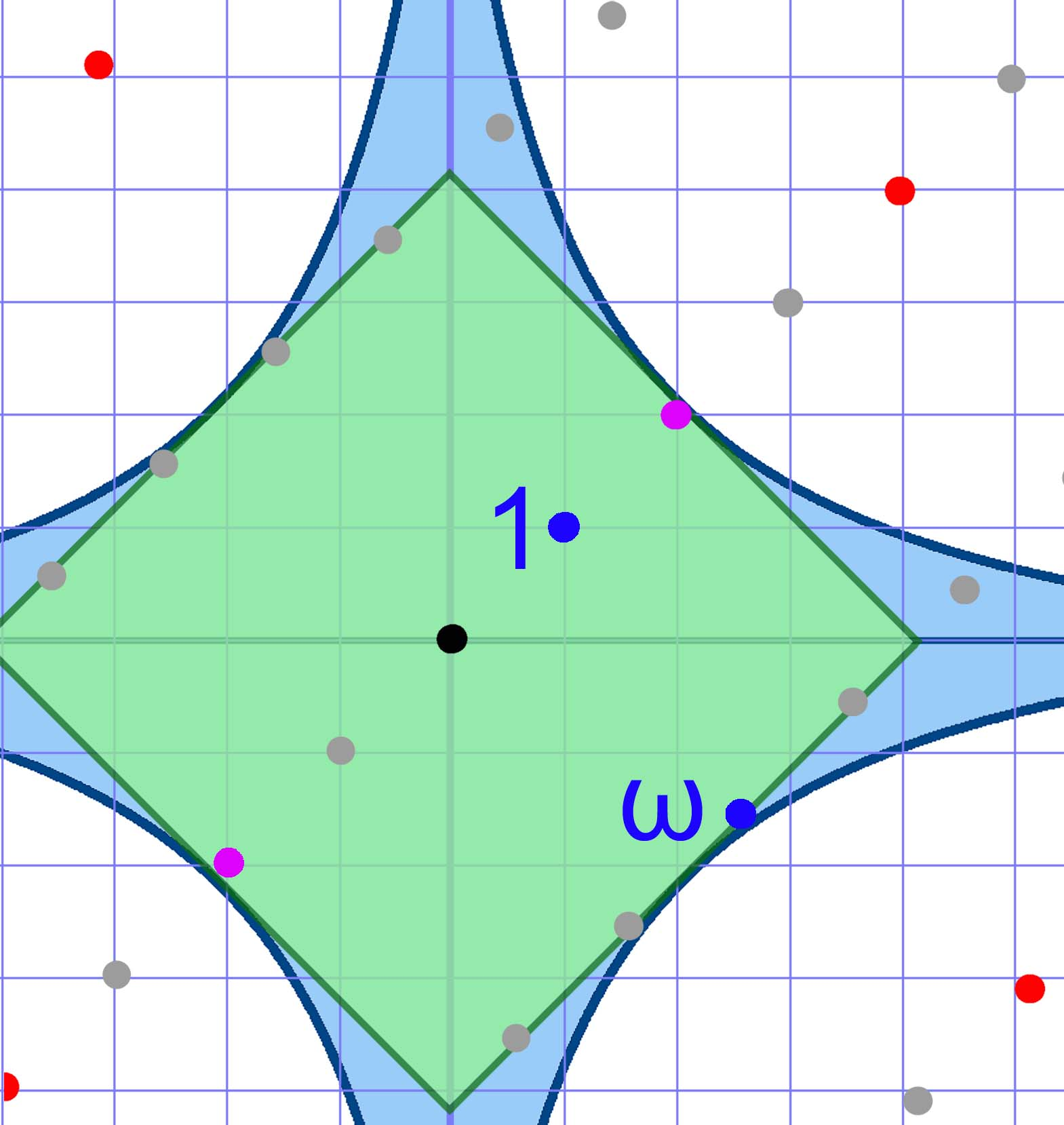
Cette figure illustre le choix de la norme dans le cas d'un corps totalement réel.

L'objectif est d'obtenir un entier algébrique de norme au sens arithmétique aussi petite que possible. Dans le cas où d est égal à 2, et si le corps n'est pas totalement réel, c'est-à-dire s'il est engendré par une racine négative, il est toujours possible de choisir une norme géométrique (celle utilisée pour le théorème de Minkowski) dont le carré est égal à la norme arithmétique. Ici, la norme arithmétique de l'entier algébrique μ est égale à 42 + 0 × 17 = 16. La surface du disque vert est égale à 64√17 et donc le carré du rayon approximativement à 5,25. On sait donc qu'il existe un entier algébrique μ dans l'idéal M de norme arithmétique inférieure ou égale à 5, car la norme d'un entier algébrique est entière.
La démarche est analogue si le corps est totalement réel. Cependant, si d est égal à 2 et si la racine concerne un entier strictement positif (qui engendre un corps totalement réel), le choix du réseau précédent n'est plus opérationnel car la norme arithmétique s'exprime maintenant comme une différence de deux carrés. La technique utilisée consiste à associer à la base canonique de l'anneau (1, ω) les points (1, 1) et (ω, ωc) où ωc désigne le conjugué de ω. La figure de gauche illustre le cas où le corps K est ℚ[√17], ω est égal à (1 + √17)/2 et son conjugué à (1 – √17)/2. L'anneau est composé des nombres de la forme a + bω, avec a et b éléments de ℤ. Cet anneau est étudié dans l'article entier quadratique. Les points représentent les images de l'anneau dans le réseau, les points rouges représentent les images de l'idéal M des multiples de 2 dans l'anneau.
Dans le réseau choisi, la norme arithmétique d'un point correspond au produit de ses deux coordonnées, car la norme d'un entier quadratique α est égale à α.αc (cf. l'article « Norme (théorie des corps) »). La zone des points de norme arithmétique inférieure, en valeur absolue, à une constante donnée, choisie égale à 4 sur la figure, est représentée en bleu. On remarque que cette zone ne peut correspondre ni à une boule pour une distance donnée, ni à une surface utilisable pour le théorème de Minkowski, elle n'est en effet pas convexe. Le convexe qui couvre au mieux la surface bleue est le carré vert de la figure. Il correspond à la distance qui, à (x, y), associe |x| + |y|. Une majoration de la norme géométrique fournit simplement une majoration de la norme arithmétique, en effet, si (α, αc) sont les coordonnées de l'image d'un nombre de l'idéal et si N(α) désigne la norme arithmétique de α et ||.|| la norme géométrique définie plus haut :
On peut appliquer la même démarche que celle du cas précédent, on considère le disque de surface 4 fois celle du volume fondamental de l'idéal, c'est-à-dire dont le rayon au carré est égale à 2 fois le volume fondamental. Ce disque contient un point μ non nul de l'idéal M dont le carré de la norme géométrique est inférieur au double du volume fondamental, sa norme arithmétique est inférieure à la moitié du volume fondamental.

### Usage du point de petite norme
On considère une classe C du groupe des classes, on va montrer qu'elle contient un représentant de norme inférieure à une constante c. Cette classe possède un inverse pour la loi du groupe, soit M un idéal élément de cet inverse. Le paragraphe précédent montre qu'il est possible de choisir un entier algébrique non nul μ, de petite norme arithmétique et dans M. L'idéal principal P engendré par μ est inclus dans M, ce qui montre que N = P.M−1 est un idéal. L'idéal P est principal, il est donc dans la classe de l'élément neutre, et N est dans la classe inverse de celle de M, donc dans  C. La norme de N est égale à celle de P divisée par celle de M ; cette multiplicativité de la norme des idéaux est montrée dans l'article « Norme (théorie des corps) ».
Vu la manière dont on a construit μ, il apparaît une constante c indépendante de l'idéal M telle que la norme de P soit inférieure à c fois la norme de M. On a construit un idéal N dans la classe C de norme inférieure à c. Comme il n'existe qu'un ensemble fini d'idéaux de norme donnée, on a montré que le groupe des classes est fini.
Le travail pour établir la démonstration de manière rigoureuse consiste à définir l'application qui relie l'anneau à un réseau de ℝd, de construire une norme géométrique adéquate, qui tienne compte des deux configurations précédentes, de mesurer le volume d'une boule de rayon r pour cette norme, en vue d'appliquer le théorème de Minkowski. Puis il suffit de trouver une majoration adéquate de la norme arithmétique d'un entier algébrique dont l'image est dans la boule, et de conclure, guidé par le principe énoncé dans ce paragraphe. L'article détaillé contient une version plus simple de cette démonstration, car limitée à la dimension 2.

## Démonstrations

### Décors

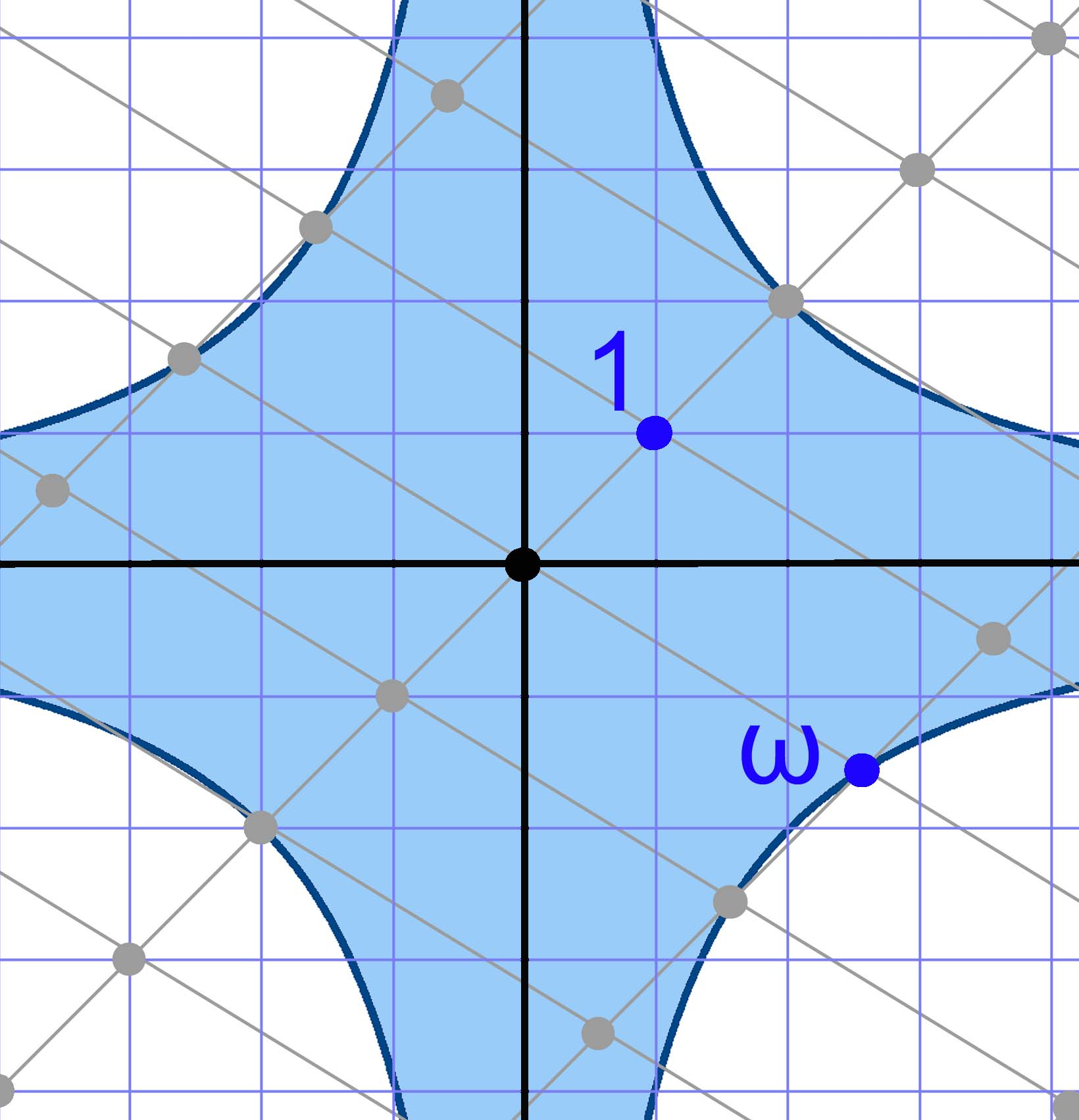
Le cas illustré est celui où K = ℚ. La figure représente K_{R}. Ici r_{1} est égal à 2 et r_{2} à 0. Les points gris sont les images de l'anneau des entiers par Σ. Ils sont tous combinaisons linéaires à coefficients entiers des images de 1 et ω = 1/2(1 +). La zone bleue est celle contenant les points d'image inférieure à 4 par N_{R}.

Ici, K désigne une extension finie de ℚ de degré d et ℂ le corps des nombres complexes. L'anneau OK des entiers algébriques contenus dans K est un anneau de Dedekind et tout idéal se décompose de manière unique en un produit d'idéaux premiers. Ce résultat s'obtient en adjoignant des idéaux alors appelés fractionnaires, pour obtenir une structure de groupe. Ces propriétés sont analysées dans l'article détaillé.
K admet un élément primitif noté ici ζ, c'est-à-dire un nombre tel que tout élément de K s'exprime comme combinaison linéaire des puissances de ζ, à coefficients dans ℚ. Son polynôme minimal P(X) est par définition irréductible. Dans ce contexte, K est le corps de rupture de ζ, ce qui signifie que l'on peut considérer K comme le quotient de l'anneau des polynômes ℚ[X] par l'idéal maximal engendré par P(X). L'élément ζ est alors exactement égal à la classe de X dans K. Le polynôme P(X) n'admet pas de racine multiple car il est irréductible (cf corps parfait). Considéré comme un polynôme à valeurs dans ℂ, P(X) admet d différentes racines si d est la dimension de K, ou encore le degré de P(X). Il existe d plongements de K dans ℂ, le terme plongement désigne ici un morphisme de corps, nécessairement injectif. Chaque plongement associe à ζ une racine du polynôme P(X). Si, par exemple le polynôme P(X) est égal à X3 – 2, alors les différentes images possibles de ζ sont 21/3, 21/3j et son conjugué 21/3j, où j désigne la racine cubique de l'unité à composante imaginaire strictement positive. On note σ1, … , σd les d différents plongements de K dans ℂ.
Il est déjà possible de remarquer que ces plongements ne sont pas tous de même nature. Si l'image de ζ est réelle, alors le plongement est à valeurs dans ℝ. Si elle est complexe alors il existe un autre plongement qui associe à ζ le complexe conjugué. La nature de ses plongements modifie le comportement de la norme, si le plongement est à valeurs complexes, on se retrouve dans une configuration analogue au premier cas étudié dans le paragraphe Principe de la méthode. S'il est à valeurs réelles, c'est le deuxième cas.
Comme pour chaque plongement à valeurs complexes l'application conjuguée est aussi un plongement, le nombre de plongements complexes est pair. On note r1 le nombre de plongements réels et 2r2 le nombre de plongements complexes non réels. On ordonne l'indexation des plongements de la manière suivante : si i varie entre 1 et r1, le plongement est réel, puis, le plongement d'indice r1 + j si j varie de 1 à r2 possède comme conjugué r1 + r2 + j.
L'ensemble Kℝ désigne l'espace vectoriel ℝr1 × ℂr2 et Σ le morphisme de ℚ-algèbres suivant :
On définit aussi une fonction Nℝ, de Kℝ dans ℝ, par :
où |xk| désigne la valeur absolue de xk ou son module, selon que la coordonnée xk est réelle ou complexe.
Si NK/ℚ désigne la fonction qui à un élément α de K associe sa norme relative élément de ℚ, on obtient le diagramme commutatif :
En effet, la norme arithmétique d'un élément de K est égale au coefficient constant de son polynôme minimal, autrement dit au produit de toutes les racines de son polynôme minimal, s'il est considéré comme à valeurs complexes. On munit Kℝ de la norme géométrique suivante :
Le rôle du coefficient 2 apparaît clair dans le cas des entiers quadratiques, le domaine fondamental d'un idéal y est égal à son discriminant si l'anneau est totalement réel (les plongements de K dans ℂ sont à valeurs dans ℝ) et à la moitié du discriminant sinon. Le coefficient 2 permet ici d'obtenir une relation simple entre le volume fondamental et le discriminant d'un idéal.
Le discriminant d'une forme bilinéaire dans un ℤ-module sur un anneau correspond au déterminant d'une matrice qui la représente. Comme les endomorphismes inversibles ont un déterminant aussi inversible et donc égal à ±1, un changement de base ne modifie pas le discriminant. Ce terme est aussi appliqué à un anneau d'entiers algébriques ou à un idéal de l'anneau. La forme bilinéaire associé donne pour valeur du couple (a, b) la trace de l'application linéaire qui à x associe abx, elle porte le nom de forme trace.

### Lemmes techniques

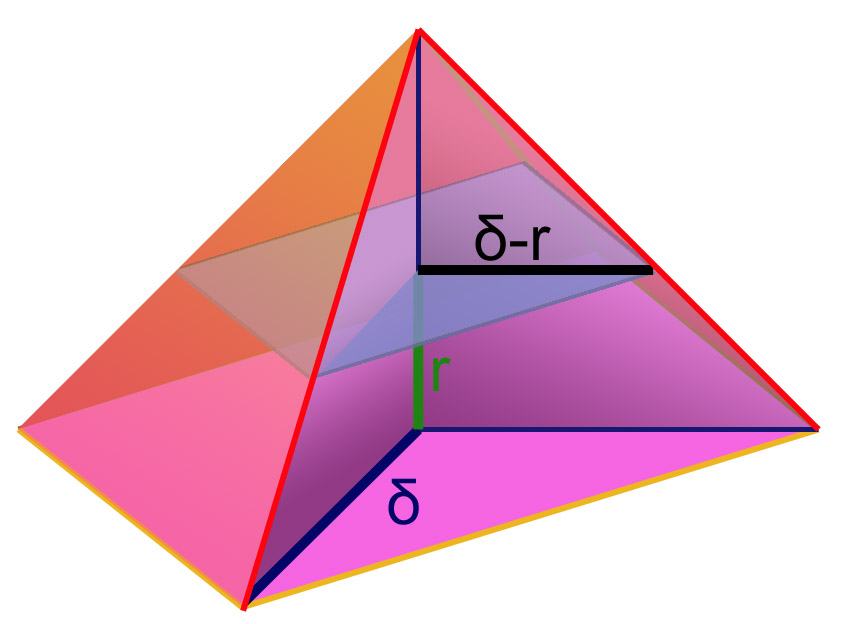

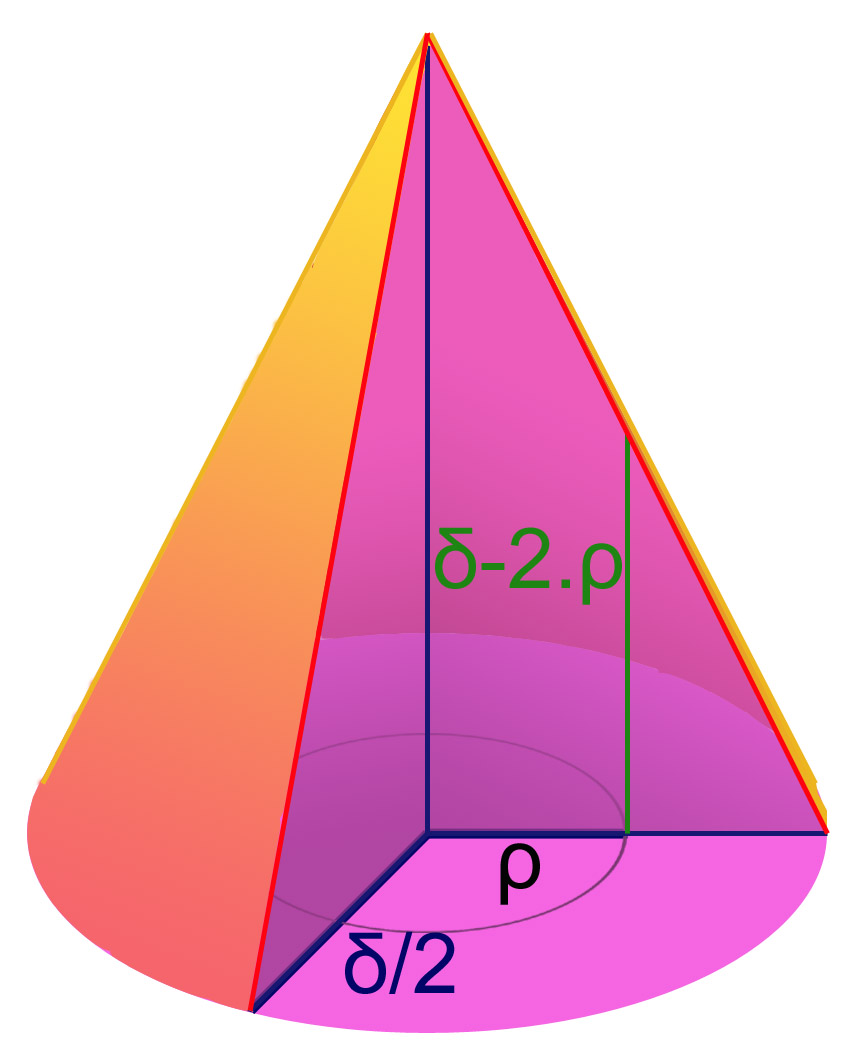

- La majoration suivante est toujours vérifiée :

Ce lemme signifie simplement que la moyenne géométrique est plus petite que la moyenne arithmétique.
Soit δ une longueur, c'est-à-dire un nombre réel positif :
- Le volume V d'une boule de Kℝ de rayon δ est donné par la formule suivante :

L'image de OK dans Kℝ est un ℤ-module. Son volume fondamental est la mesure de l'aire composée par l'ensemble des vecteurs de coordonnées toutes prises dans l'intervalle [0, 1[ si la base choisie est une base du module. Comme tout isomorphisme de ℤ-module possède un déterminant inversible dans ℤ, l'isomorphisme possède un déterminant égal à ±1. Ainsi le volume fondamental est indépendant du choix de la base du module. Ce volume correspond à celui de Kℝ/ Σ(OK). Pour cette raison, on le note Vol (Kℝ/ Σ(OK)). Le troisième lemme technique concerne un volume de cette nature :
- Soit M un idéal de OK, l'égalité suivante est vérifiée :

La fonction Σ est celle définie au paragraphe précédent.

### Théorèmes
Une fois les trois lemmes établis, le théorème fondamental :
est relativement simple à démontrer. La preuve utilise le résultat intermédiaire :
- Dans tout idéal non nul M de OK, il existe un élément m ≠ 0 tel que{\displaystyle |{\mathcal {N}}_{K/\mathbb {Q} }(m)|\leq \left({\frac {4}{\pi }}\right)^{r_{2}}{\frac {d!}{d^{d}}}|{\text{discr}}({\mathcal {O}}_{K})|^{1/2}{\mathcal {N}}_{K/\mathbb {Q} }(M).}Cette proposition est la conséquence directe du théorème de Minkowski et des lemmes précédents. On en déduit le théorème de la borne de Minkowski :
- Toute classe d'idéaux de OK contient un idéal de norme inférieure ou égale à{\displaystyle \left({\frac {4}{\pi }}\right)^{r_{2}}{\frac {d!}{d^{d}}}|{\text{discr}}({\mathcal {O}}_{K})|^{1/2}.}

Par ailleurs :
- Pour tout entier n > 0, OK n'a qu'un nombre fini d'idéaux de norme n.En effet, comme (OK, +) est un groupe de type fini, il n'a qu'un nombre fini de sous-groupes normaux d'indice n.

Le théorème principal est la conséquence des deux derniers résultats.

## Connexions avec la théorie des corps de classes
La théorie des corps de classes est une branche de la théorie algébrique des nombres qui cherche à classifier toutes les extensions abéliennes d'un corps de nombres donné, ce qui signifie des extensions de Galois avec un groupe de Galois abélien. En particulier, un exemple important est trouvé dans le corps de classes de Hilbert d'un corps de nombres, qui peut être défini comme l'extension abélienne maximale non ramifiée d'un tel corps. Le corps de classes de Hilbert L d'un corps de nombres K est unique et possède les propriétés suivantes :
- tout idéal I de l'anneau OK des entiers de K devient principal dans L, c'est-à-dire que l'idéal IOL de OL est principal (c'est le théorème de l'idéal principal) ;
- L est une extension de Galois de K avec un groupe de Galois isomorphe au groupe des classes d'idéaux de K.